# Archboldomys luzonensis
Archboldomys luzonensis е вид бозайник от семейство Мишкови (Muridae). Видът е световно застрашен, със статут Уязвим.

## Разпространение
Разпространен е във Филипини.

## Описание
На дължина достигат до 7 cm, а теглото им е около 35,3 g.
Популацията на вида е стабилна.